# Maurolicus inventionis
Maurolicus inventionis és una espècie de peix pertanyent a la família dels esternoptíquids.

## Descripció
- Fa 6,3 cm de llargària màxima.
- Nombre de vèrtebres: 33-35.[5][6]

## Hàbitat
És un peix marí i batipelàgic que viu entre 0-200 m de fondària.

## Distribució geogràfica
Es troba a l'Atlàntic sud-oriental.

## Observacions
És inofensiu per als humans.